# Adairsville
Adairsville ist eine City im Bartow County im US-Bundesstaat Georgia mit 4.878 Einwohnern (Stand: 2020).

## Geographie
Adairsville liegt rund 20 km nordwestlich von Cartersville sowie etwa 100 km nordwestlich von Atlanta.

## Geschichte
Adairsville entstand vor der Vertreibung der Cherokee aus dem Gebiet aus der Niederlassung des schottischen Einwanderers John Adair, der eine Cherokee heiratete. Entscheidend für die Entwicklung des Ortes sollte der Bau der Western and Atlantic Railroad von Atlanta nach Chattanooga sein. 1847 wurde auf dem Grund von William Watts ein Eisenbahndepot errichtet. Watts Haus ist noch heute erhalten und liegt auf einem Hügel über der Ortschaft. Nach der Errichtung des Depots begann der Ort deutlich zu wachsen und Schmieden, Windmühlen und Hotels wurden gegründet. In der Folge des Aufschwungs wurde der Ort 1854 als Gemeinde anerkannt und als „Granary of the State“ bekannt. Während des Sezessionskrieges war die Ortschaft im April 1862 einer der Schauplätze des Andrews-Überfalls („Great Locomotive Chase“) und es fand auf dem Gebiet von Adairsville am 17. Mai 1864 ein Gefecht zwischen Verbänden der Nordstaaten unter William T. Sherman  und der konföderierten Truppen unter Joseph E. Johnston statt. In Gedenken an die Ereignisse des Jahres 1862 findet heutzutage in Adairsville jährlich das dreitägige „Great Locomotive Chase Festival“ am ersten Wochenende des Oktobers statt.

## Demographische Daten
Laut der Volkszählung von 2010 verteilten sich die damaligen 4648 Einwohner auf 1684 bewohnte Haushalte, was einen Schnitt von 2,76 Personen pro Haushalt ergibt. Insgesamt bestehen 1939 Haushalte.
71,9 % der Haushalte waren Familienhaushalte (bestehend aus verheirateten Paaren mit oder ohne Nachkommen bzw. einem Elternteil mit Nachkomme) mit einer durchschnittlichen Größe von 3,26 Personen. In 43,1 % aller Haushalte lebten Kinder unter 18 Jahren sowie in 18,2 % aller Haushalte Personen mit mindestens 65 Jahren.
33,3 % der Bevölkerung waren jünger als 20 Jahre, 30,9 % waren 20 bis 39 Jahre alt, 23,1 % waren 40 bis 59 Jahre alt und 13,0 % waren mindestens 60 Jahre alt. Das mittlere Alter betrug 31 Jahre. 48,4 % der Bevölkerung waren männlich und 51,6 % weiblich.
81,0 % der Bevölkerung bezeichneten sich als Weiße, 13,8 % als Afroamerikaner, 0,3 % als Indianer und 0,8 % als Asian Americans. 2,5 % gaben die Angehörigkeit zu einer anderen Ethnie und 1,5 % zu mehreren Ethnien an. 5,4 % der Bevölkerung bestand aus Hispanics oder Latinos.
Das durchschnittliche Jahreseinkommen pro Haushalt lag bei 44.314 USD, dabei lebten 12,9 % der Bevölkerung unter der Armutsgrenze.

## Sehenswürdigkeiten
1987 wurden Teile der Stadt (Adairsville Historic District) als Kulturdenkmal in das National Register of Historic Places aufgenommen. In dem Viertel befinden sich zahlreiche Wohngebäude und Kirchen aus der Zeit vor dem Sezessionskrieg sowie Gebäude im viktorianischen Stil. Erwähnenswert ist das historische Eisenbahndepot, welches heute ein Eisenbahnmuseum beherbergt. Fünf Meilen außerhalb von Aldairville befindet sich das Barnsley Gardens Resort, ein Herrenhaus mit Garten, das in den 1840ern im Stile der Romantik errichtet wurde.

## Verkehr
Adairsville wird von der Interstate 75, vom U.S. Highway 41 sowie von der Georgia State Route 140 durchquert. Der nächste Flughafen ist der Flughafen Chattanooga (rund 90 km nördlich).

## Kriminalität
Die Kriminalitätsrate lag im Jahr 2010 mit 351 Punkten (US-Durchschnitt: 266 Punkte) im durchschnittlichen Bereich. Es gab eine Vergewaltigung, sechs Raubüberfälle, zehn Körperverletzungen, 38 Einbrüche, 107 Diebstähle und drei Autodiebstähle.

## Söhne und Töchter der Stadt
- Pretty Boy Floyd (1904–1934), Krimineller
- Vic Beasley (* 1992), Footballspieler